# Southern Company
Southern Company  ( NYSE : SO ) est une entreprise du secteur énergétique américain dont les principales activités sont la production, le transport et distribution de l'électricité, principalement dans le Sud-est des États-Unis. La société, dont le siège social est situé à Atlanta, occupe le quatrième rang parmi les plus importantes sociétés de services publics aux États-Unis. Ses ventes d'électricité ont atteint 186,1 térawatts-heures en 2009 et la puissance installée totale de ses centrales s'établissait à 42 932 mégawatts.
Ses quatre entreprises réglementées de distribution d'électricité desservent 4,4 millions de clients en Alabama, en Géorgie, en Floride et au Mississippi. Son réseau de distribution d'électricité s'étend sur 120 000 mi2 (310 800 km2) et comprend 27 000 mi (43 500 km) de lignes de distribution.

## Historique
Le plus ancien prédécesseur de la Southern Power est créé en 1926, lorsque l'Alabama Power, la Georgia Power et la Mississippi Power sont regroupées au sein d'une société de portefeuille, la Southeastern Power & Light. En 1930, Southeastern est fusionnée au sein d'une société de portefeuille plus grande, la Commonwealth & Southern, qui est démantelée en 1945.  Quatre anciennes filiales de la Commonwealth & Southern, - Alabama Power, Georgia Power, Gulf Power et Mississippi Power - sont considérées comme faisant partie d'un système intégré et sont réorganisées au sein d'un nouveau holding, la Southern Company.
En 1995, une filiale de la société, Southern Electric International achète le South Western Electricity Board en Grande-Bretagne. Il s'agit de la première acquisition d'une société électrique étrangère par une compagnie d'électricité américaine. Southern Electric International a été détachée en 2001 pour devenir Mirant Services. La SWEB a été vendue en 2003 à EDF Energy, une filiale d'Électricité de France.
En août 2015, Southern Company acquiert AGL Resources, une entreprise américaine spécialisée dans le transport et la distribution de gaz basée à Atlanta, pour 8 milliards de dollars. Le nouvel ensemble ainsi créé possède alors 200 000 miles de réseaux électriques et 80 000 miles de réseau gaziers reliant 9 millions de foyers. La production d'électricité du nouvel ensemble est basé à 42 % sur le charbon et à 39 % sur le gaz.
En mai 2018, NextEra Energy annonce l'acquisition de presque toutes les activités en Floride de Southern Company pour 5,08 milliards de dollars,.

## Activités

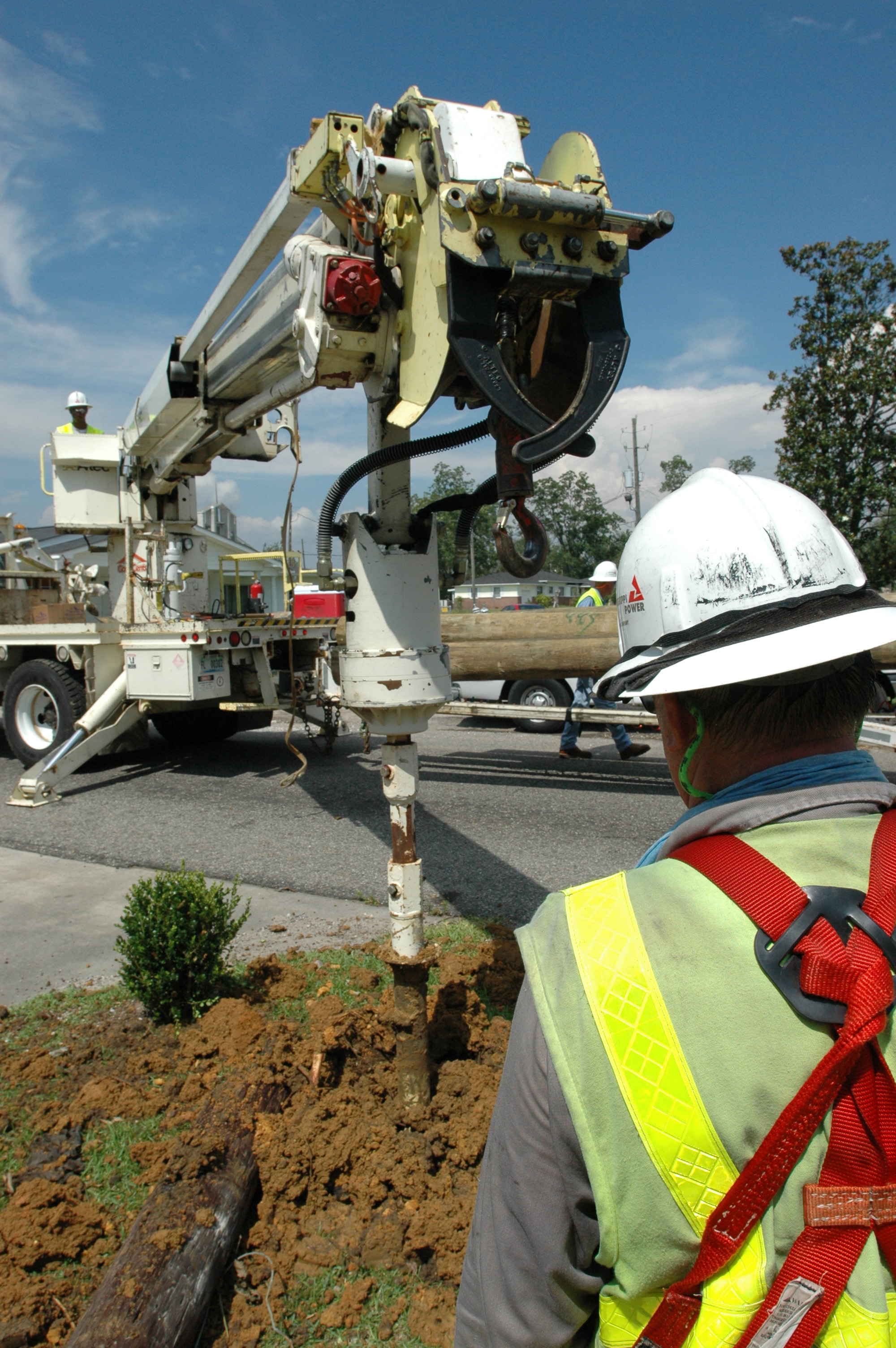
Une équipe de la Mississippi Power participe aux travaux de restauration du service électrique en Alabama, à la suite du passage de l'ouragan Dennis, en juillet 2005.

La Southern est reconnue pour ses tarifs d'électricité inférieurs de 17 pour cent à la moyenne nationale, ainsi que pour le rétablissement rapide du service en cas de tempête.
Au cours des dernières années, certaines pratiques de Southern ont toutefois soulevé la controverse, notamment sa position sur les changements climatiques ainsi que des allégations d'infractions au code de conduite de la Federal Energy Regulatory Commission, qui réglemente l'industrie de l'électricité aux États-Unis. Ainsi, la filiale de commercialisation d'électricité de la Southern, Southern Power, a été accusée d'accorder un traitement préférentiel à Georgia Power, un distributeur réglementé appartenant au même groupe, lors d'un d'appel d'offres pour un contrat d'approvisionnement. Southern a accepté de payer une amende et de renforcer la séparation fonctionnelle entre ses activités de gros et de détail.
La Southern Company regroupe les sociétés suivantes : 
- Alabama Power - Birmingham (Alabama)
- Georgia Power - Atlanta
- Gulf Power - Pensacola (Floride)
- Mississippi Power - Gulfport (Mississippi)
- Southern Company Energy Solutions - Services énergétiques communs - Atlanta
- Southern Services Company (initialement connue sous la raison sociale Southern Services, Inc.) - Birmingham (Alabama) - Services communs
- SouthernLINC Wireless - Fournisseur de téléphonie cellulaire - Atlanta
- Southern Nuclear - Ingénierie et exploitation de centrales nucléaires - Birmingham (Alabama) - (Southern Company détient une participation majoritaire et exploite les centrales nucléaires de Farley, Hatch, et les quatre ulités de  Vogtle).
- Southern Company Generation - Exploitation de centrales thermiques et hydroélectriques - Birmingham (Alabama)
- Southern Power - Grossiste en électricité - Atlanta
- Southern Telecom - Grossiste en communication, fibre optique et services de données - Atlanta

### Production d'électricité

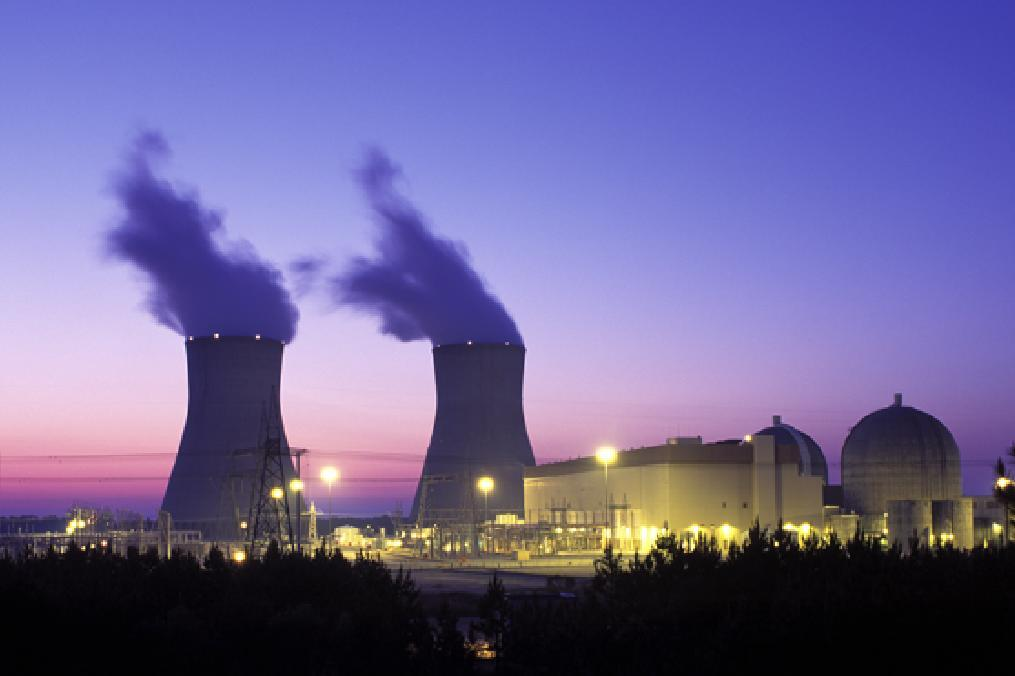
La centrale nucléaire de Vogtle, en Géorgie. La Southern Company et ses partenaires ont l'intention de construire deux autres réacteurs sur le site d'ici 2016-2017.

Des filiales de Southern exploitent des centrales hydroélectrique, au mazout, au gaz naturel, au charbon ainsi que des centrales nucléaires afin de produire annuellement environ 200 térawatts-heures (TWh) d'électricité. En 2009, le charbon était le principal combustible utilisé avec 57 % de la production totale de 187 TWh, contre 23 % pour le nucléaire et 16 % pour le gaz naturel. L'énergie hydroélectrique ne représentait que 4 % de la production. La part du charbon dans la production de la compagnie a diminué de manière significative en 2009 comparativement aux quatre années précédentes, où elle s'établissait à environ 70 % du total. Cette diminution du charbon a été compensée par une augmentation correspondante de la part de la production nucléaire qui a augmenté d'une moyenne de 15 % à 23 % en 2009.
En juin 2010, le département de l'Énergie des États-Unis a accordé une garantie de prêt de 8,3 milliards de dollars en vue de la construction de deux nouveaux réacteurs à la centrale nucléaire de Vogtle, près d'Augusta. Une filiale de Southern, Georgia Power, est propriétaire de 45 % de la centrale, qu'elle exploite pour le compte de ses associés Oglethorpe Power Corporation, Municipal Electric Authority of Georgia et Dalton Utilities. Le projet de construction des nouvelles unités, évalué à 14 milliards de dollars, devrait être mis en service en 2016.
Ce premier projet de construction d'une centrale nucléaire aux États-Unis depuis près de 30 ans, est décrié par des groupes de citoyens. La Southern Alliance for Clean Energy conteste le risque financier pour les clients que poserait la construction d'une nouvelle centrale et la décision de la Georgia Public Service Commission d'inclure la centrale en construction à la base de tarification avant sa mise en service.

## Environnement
Selon une compilation du Center for Global Development, la Southern Company est l'entreprise américaine du secteur de l'électricité qui émet le plus de gaz à effet de serre, avec des rejets de 172 millions de tonnes d'équivalent CO2.[réf. nécessaire]
| Émissions                | 1990  | 2005  | 2006  | 2007  | 2008  | 2009   |
| ------------------------ | ----- | ----- | ----- | ----- | ----- | ------ |
| SO2 (milliers de tonnes) | 1 411 | 983   | 1 006 | 1 017 | 823   | 525    |
| NOx (milliers de tonnes) | 386   | 219   | 217   | 211   | 198   | 103    |
| Hg (lbs)                 |       | 8 893 | 8 532 | 8 606 | 6 794 | 40 359 |
| CO2 (millions de tonnes) | 112   | 151   | 160   | 166   | 155   | 134    |

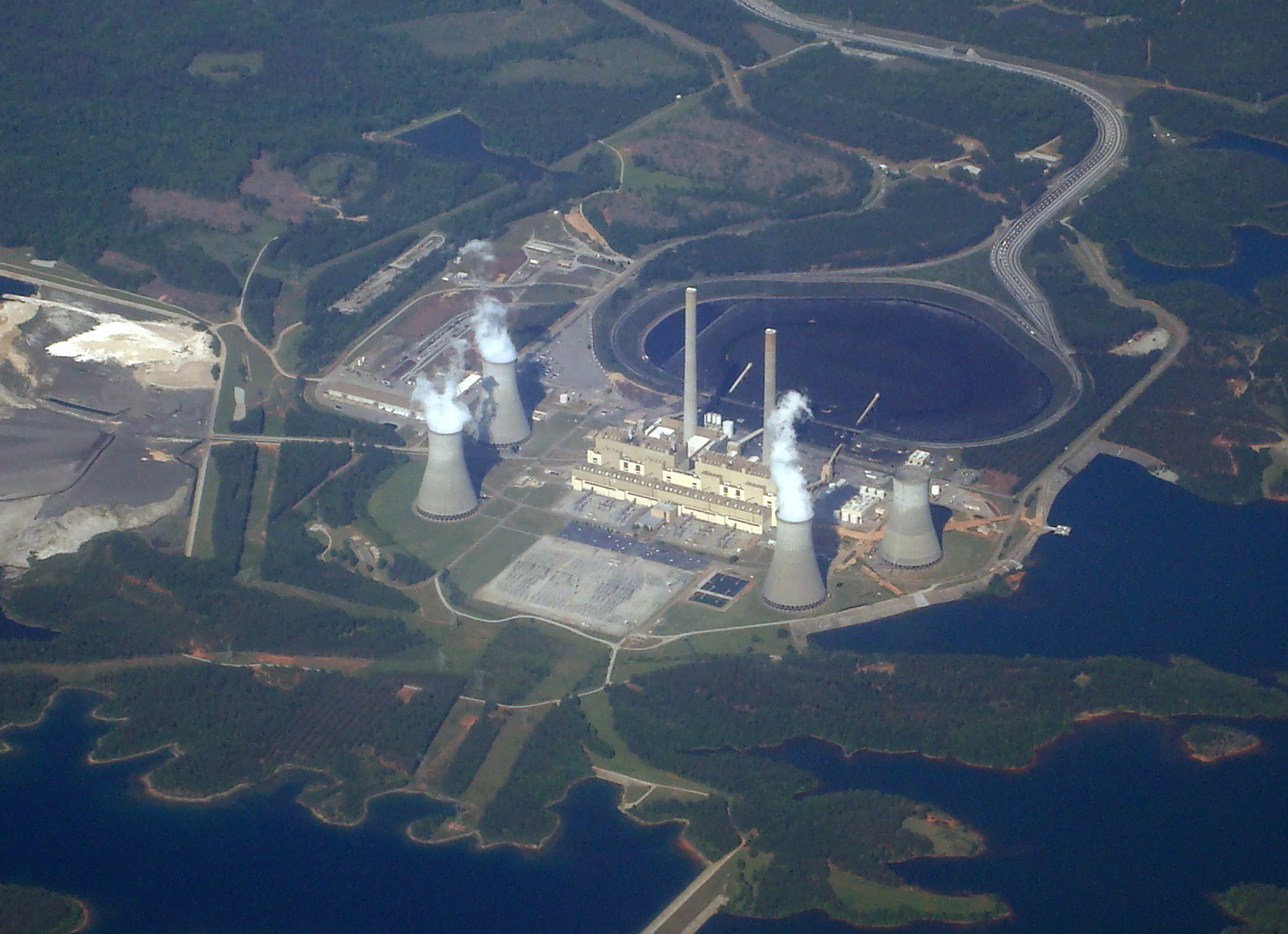
La centrale de Scherer, à Juliette, en Géorgie, est le plus grand émetteur de gaz à effet de serre des États-Unis avec des émissions de gaz à effet de serre de l'ordre de 25,3 millions de tonnes. Ses quatre unités de 880 mégawatts chacune sont alimentées au charbon.

Le Center for Responsive Politics a critiqué Southern Company pour les imposantes  contributions politiques versées par ses employés - 6,2 millions entre 1990 et 2006 - aux candidats du Parti républicain, qui sont liées, selon l'organisme, au refus de l'administration de George W. Bush de mettre en place des mesures de contrôle des émissions de gaz à effet de serre. En plus de ces contributions de son comité d'action politique, la Southern Company était au nombre des 53 entreprises et organismes à contribuer le maximum de 250 000 dollars à la deuxième investiture du président George W. Bush en 2005,,.
En réponse aux pressions du public et des investisseurs, la Southern a publié, au cours des dernières années, plusieurs rapports sur les questions environnementales la concernant. L'entreprise a intégré des technologies de contrôle des émissions dans ses centrales, en plus de financer des recherches sur le captage du dioxyde de carbone. Elle a également collaboré avec des groupes de conservation de la faune, comme le National Wild Turkey Federation, The Nature Conservancy et le Wildlife Habitat Council fin d'améliorer les habitats naturels. En 2008, l'entreprise a entrepris les mesures environnementales suivantes :
- Investissements de 3,9 milliards de dollars en trois ans afin de réduire ses émissions d'oxydes d'azote, de dioxyde de soufre et de mercure.
- La centrale de Daniel au Mississippi a été sélectionnée comme banc d'essai pour le stockage géologique du dioxyde de carbone afin de déterminer si la technique peut réduire efficacement les émissions de gaz à effet de serre.
- Ouvert un centre de recherche sur les technologies de contrôle du mercure en Floride.
- Accordé 93 subventions d'amélioration des habitats naturels et de la diversité entre 2003 à 2007, par le biais de la National Fish and Wildlife Foundation et d'autres partenaires.